# Ben Ogden
Benjamin Ogden detto Ben (Landgrove, 13 febbraio 2000) è un fondista statunitense.

## Biografia
Attivo dal gennaio del 2016, Ogden ai Mondiali juniores di Kandersteg/Goms 2018 ha vinto la medaglia d'argento nella staffetta e a quelli di Lahti 2019 quella d'oro nella medesima specialità; ha esordito in Coppa del Mondo il 22 marzo dello stesso anno nella tappa delle Finali della Coppa del Mondo di sci di fondo 2019 disputata a Québec (72º in sprint) e l'anno dopo ai Mondiali juniores di Oberwiesenthal 2020 ha nuovamente conquistato la medaglia d'oro nella staffetta. Ha debuttato ai Campionati mondiali a Oberstdorf 2021, dove si è classificato 17º nella sprint e 45º nello skiathlon, e ai Giochi olimpici invernali a Pechino 2022, dove si è piazzato 42º nella 15 km, 12º nella sprint e 9º nella sprint a squadre; ai Mondiali di Planica 2023 è stato 27º nella 15 km, 26º nella sprint, 10º nella sprint a squadre e 7º nella staffetta. Il 17 gennaio 2025 ha conquistato il primo podio in Coppa del Mondo, nella 10 km TL	di Les Rousses (3º), e ai successivi Mondiali di Trondheim 2025 si è classificato 47º nella 10 km, 12º nella sprint e 7º nella staffetta.

## Palmarès

### Mondiali juniores
- 3 medaglie:
  - 2 ori (staffetta a Lahti 2019; staffetta a Oberwiesenthal 2020)
  - 1 argento (staffetta a Kandersteg/Goms 2018)

### Coppa del Mondo
- Miglior piazzamento in classifica generale: 8º nel 2023
- 1 podio (individuale):
  - 1 terzo posto

#### Coppa del Mondo - competizioni intermedie
- 1 podio di tappa:
  - 1 terzo posto